# Tanàmasoandro
Tanàmasoandro, souvent Tanà-masoandro (en français : « Ville-Soleil »), est une nouvelle ville en construction, située à 30 kilomètres à l'ouest d'Antananarivo, à proximité de la ville d'Imerintsiatosika. Elle est destinée devenir la nouvelle capitale administrative de Madagascar en 2028, à laquelle sera reliée par une voie rapide (en complément de l'actuelle RN 1). À terme, la ville doit compter 200 000 habitants.

## Historique

### Contexte
Le déficit d'infrastructures ainsi que l'accroissement très rapide de la population à Antananarivo devient problématique dès la fin des années 2010. Elle se retrouve ainsi engorgée et très polluée.

### Premier projet avorté
Durant sa campagne électorale en 2018, le président Andry Rajoelina promet de déplacer la capitale vers une ville nouvelle à Ambohitrimanjaka, dans la banlieue nord-ouest d'Antananarivo.
Dans les mois suivant l'annonce officielle du projet, les habitants d'Ambohitrimanjaka refusent de céder leurs terres rizicoles aux autorités en dépit des indemnisations qui leur sont proposées. Cette contestation, durant plusieurs mois, mis en sommeil le projet de nouvelle capitale.

### Déplacement du projet
En mars 2021, soit plus de deux ans après la date l'annonce du chef du Président de la République, l'État malgache décide de déplacer le projet dans la région Itasy, à l'emplacement d'une ancienne base de la NASA, à la périphérie sud de la ville d'Imerintsiatosika.

### Chantier
Prévu initialement en mars 2019, les travaux commencent en 2021 avec la construction d'une prison de haute sécurité ainsi que de logements sociaux. Par ailleurs, les bâtiments administratifs devraient être achevés d'ici 2023.